# 吴之甲
吳之甲（1580年—？年），字元秉，號茲勉，江西撫州府臨川縣人，祖籍进贤人，明朝政治人物。

## 生平
甲午江西鄉試四十九名舉人，萬曆三十八年庚戌科會試一百八十三名，第三甲第十四名進士。兵部观政，授直隶松江府推官，兼摄上海、華亭縣二知縣。四十年任應天府乡试同考官，四十三年任湖广乡试同考官，四十四年行取，四十五年補工部营缮司主事。历升营缮司郎中，天啓元年（1621年）二月督建桂王府。调南京礼部郎中，三年九月升浙江布政使司右参政、备兵宁太道，五年十月调任福建右參政、兴泉兵备道。著有《靜悱集》。

## 家族
曾祖吳時生；祖父吳玭，恩例冠帶；父吳宗漢，万历己卯舉人，禹城县教諭，贈文林郎松江推官；母鄒氏（贈太孺人）。永感下。兄之才（廩生），弟之犀（庠生）；吴之仁（癸丑進士、見任中書）。
长子吴奇杰，天啓辛酉舉人。次子吴竑杰。